# Алі Діа
Алі Діа (фр. Ali Dia; нар. 20 серпня 1965, Дакар, Сенегал) — сенегальський футболіст, що грав на позиції нападника.

## Кар'єра
З 1988 року виступав за низку французьких команд нижчих дивізіонів, найбільш відомим серед них був «Діжон». 1995 року провів по декілька ігор за два клуби з Фінляндії і німецький «Любек».
Наступного року переїхав до Великої Британії, був на оглядинах у «Порт Вейлі», «Джиллінгемі» і «Борнмуті», але ніхто не зацікавився сенегальським нападником. Зрештою, став гравцем напівпрофесіональної команди «Блайт Спартанс». 9 листопада 1996 року зіграв у матчі чемпіонату Північної прем'єр-ліги проти «Бостон Юнайтед».
У футбольних колах став відомим завдяки контракту з «Саутгемптоном». Ця історія розпочалася з телефоного дзвінка менеджеру клуба Грему Сунессу. Невідомий чоловік назвався Джорджем Веа і попрохав прилаштувати свого двоюрідного брата. З його слів, Алі Діа виступав за «Парі Сен-Жермен» і в тринадцяти іграх захищав кольори національної збірної Сенегалу. Насправді, телефонував хтось із знайомих сенегальського футболіста, за найбільш поширеною версією — його агент.
Грем Сунесс повірив на слово і, без належної перевірки, уклав місячний контракт. Щоправда, спочатку шотландський тренер мав намір випустити Алі Діа у матчі резервної команди проти «Арсенала», але його відмінили через несприятливі погодні умови. У клубі отримав 33-й номер і 23 листопада дебютував у Прем'єр-лізі: на 32-й хвилині матчу з «Лідс Юнайтед» замінив легендарного гравця «святих» Меттью Ле Тіссьє. Матч завершився перемогою суперників з рахунком 0:2, а сенегалець покинув поле за п'ять хвилин до фінального свистка. Ле Тіссьє сказав про новачка: «Він бігав по полю, як Бембі по льоду, на це було ніяково дивитися».
Ця гра залишилася єдиною у складі «Саутгемптона», а через два тижні з ним розірвали контракт. Продовжив сезон 1996/97 у клубі «Гейтсгед». В дебютній грі зробив дубль у ворота «Бат Сіті», а всього провів вісім лігових матчів.
Алі Діа постійно фігурує в опитуваннях різноманітних видань на звання найгіршого гравця в історії англійської Прем'єр-ліги. Такі списки, зокрема, друкували «Таймс», «Сан» і «Дейлі мейл». 
Після завершення футбольної кар'єри навчався в Нортумбрійському університеті (Ньюкасл-апон-Тайн, Велика Британія). 2003 року отримав ступінь магістра в Університеті Сан-Франциско (США).
Син, Сімон Діа, також став футболістом. Захищав кольори декількох французьких клубів («Валансьєн», «Ам'єн» та ін.).